# 토요나가 토시유키
토요나가 토시유키(일본어: 豊永利行, 1984년 4월 28일 ~ )는 일본의 성우, 배우이다. 도쿄도 하치오지시 출신으로 SET(슈퍼 엑센트릭 시어터) 소속이다. 별자리는 황소자리이며 혈액형은 B형. 신장은 162cm이다.

## 출연 작품

### TV 애니메이션
2001년
- 테니스의 왕자(아오이 켄타로)

2003년
- 트윈 스피카(후츄야 신노스케)

2004년
- 겟 라이드 암드라이버(죠이 레온)

2005년
- 카페타(타이라 캇페이타)
- 절대소년(아이자와 아유무)

2006년
- 가정교사 히트맨 리본!(이리에 쇼이치, 카키모토 치쿠사)
- 츠요키스 CoolXSweet(츠시마 레오)
- 열쇠공주 이야기 영원의 앨리스 윤무곡(키리하아 아루토)

2007년
- 건강 전라계 수영부 우미쇼(오키우라 카나메)
- 세인트 옥토버(미카도 류헤이)
- 마스터 오브 에픽(뉴터(남))

2008년
- 카노콘(미나모토 타유라)
- 포르피의 기나긴 여행(자이미스)

2009년
- 쿠킹 아이돌 아이 마이 마인(코바야시 AD)
- 프레시 프리큐어(미코시바 켄토)

2010년
- 듀라라라(류가미네 미카도)

2011년
- 기동전사 건담 AGE(프리트 아스노)
- 너와 나(마츠오카 슌)
- 오빠 따위 전혀 좋아하지 않는다니까(타카나시 슈스케)

2012년
- 절원의 템페스트(후와 마히로)
- 아이카츠! - (스즈카와 나오토)

2013년
- 내 뇌 속의 선택지가 학원 러브 코미디를 전력으로 방해하고 있다(아마쿠사 카나데)

2014년
- 도쿄 구울(나가치카 히데요시)

2015년
- 도쿄 구울√A(나가치카 히데요시)

2016년
- 괴도 조커(가짜 스페이드)
- 문호 스트레이독스(타니자키 쥰이치로)
- 하이큐!!(시라부 켄지로)
- 유리!!! on ice(카츠키 유리)
- 디지몬 유니버스 애플리 몬스터즈 (카츠라 레이)

2018년
- 바람이 강하게 불고있다(키요세 하이지)

### OVA
1998년
- 요코하마 매물기행(타카히로)

2006년
- 테니스의 왕자님 OVA(아오이 켄타로)

### 드라마CD
2015년
- 디어♥보컬리스트(일본어판)(모모치)

### 인터넷
2007년
- 최종시험 고래(쿠온지 무츠미)

2008년
- 초코초코 대작전(헌트리 헌터)